# ذئاب على الطريق (فلم)
ذئاب على الطريق فيلم دراما مصري. للمخرج كمال صلاح الدين عام 1972، كتب القصة يسري حكيم وكتب السيناريو والحوار صلاح درويش. الفيلم من بطولة مريم فخر الدين وصلاح قابيل وعمر خورشيد  وتدور الأحداث عندما تكتشف الفنانة نجوى خيانة زوجها، وتشكو لسالم مساعد المخرج، الذي يتوهَّم أنها تحبه.
صدر الفيلم إلى دور العرض المصرية في 19 يونيو 1972.
منح موقع قاعدة بيانات الأفلام العربية «السينما.كوم» الفيلم درجة 5.3/ 10.

## طاقم التمثيل
- مريم فخر الدين: في دور نجوى (نجمة السينما المشهورة)
- صلاح قابيل: في دور سالم (مساعد الإنتاج السينمائي)
- عمر خورشيد: في دور ماهر (الوجه السينمائي الجديد)
- نوال أبو الفتوح: في دور لولا
- آمال رمزي: في دور آمال (صديقة سالم)
- هالة الشواربي: في دور نرجس (خادمة نجوى)
- فؤاد جعفر: في دور محمود (مدير الإنتاج)
- عدلي كاسب: في دور أحمد بهاء الدين (المخرج)
- ممتاز أباظة: في دور مخلص
- روحية خالد: في دور الحاجة زينب
- إبراهيم سعفان: في دور عبد السميع (الماكيير)
- سيد زيان: في دور عاطف سليم
- حمزة الشيمي: في دور رزق (صديق عاطف سليم)
- محمد حمدي: في دور سعيد (صديق عاطف سليم)
- فاروق علي: في دور فاروق (زميل سالم)
- خيري القليوبي: في دور ضابط مباحث
- نبيل الشاذلي: في دور عز (ضابط مباحث)
- عصام وحيد: في دور عصام
- سعيدة جلال: في دور سعيدة
- حامد مرسي: في دور وحيد
- إبراهيم عمارة: في دور الدكتور عمارة

بالاشتراك مع: ليليان – صلاح يحيى – فوزية سلطان – بديع صليب – فؤاد دسوقى – سلوى سلطان – ليلى مرسي – أمينة الشريعي – سوزي خيري (الراقصة)

## أحداث الفيلم
يعمل سالم (صلاح قابيل) مساعداً للإنتاج في ستوديو هـ. ناصبيان، وتعيش معه الكومبارس آمال (آمال رمزى)، بمنزله دون زواج، وتطالبه دائماً بالزواج ولكنه يرفض دائما التقيد بزوجة وأبناء يعانون الفقر، ولكنه يحب في صمت النجمة المشهورة نجوى (مريم فخرالدين)، ويترك لها بحجرتها ورود ورسائل غرام، غير موقعة، ولكنها لا تأبه وتسعى دائما لمرافقة أي رجل ثري ينفق بسخاء. تصادق نجوى الممثل مخلص (ممتاز أباظة)، الذي منحها شقة فاخرة وسيارة فارهة. تكتشف نجوى عشيقها مخلص وفى أحضانه خادمتها نرجس (هالة الشواربي)، فتطردها وتسعى للانتقام. تقوم نجوى باصطحاب سالم إلى الكباريه حيث يسهر مخلص.  ترقص نجوى مع سالم وتقبله، ويظن سالم أنها متيمة به، مما يشجعه للاعتراف بحبه لها، وأنه من يضع الورود والرسائل بحجرتها. تصارح آمال حبيبها سالم بأنها حامل وتطالبه بالزواج، فيطردها من بيته. يكتشف سالم أن نجوى قد تعرفت على الوجه الجديد الثري ماهر (عمر خورشيد)، وتتخذه عشيقاً، ويكتشف حقيقة نجوى وأن المال هو الطريق الوحيد لقلبها ولذلك يواصل علاقته بآمال. يستلم سالم من مدير الإنتاج محمود (فؤاد جعفر)، شيكاً بمبلغ 2800 جنيه لأجور العاملين الأسبوعي، وأقساط الفنيين والممثلين، ولكن سالم يصرف الشيك ويحتفظ بالمبلغ ويعرض على نجوى التمتع بالمبلغ، وتوافقه، بينما تتصل بالمنتج لتخبره بالحقيقة. يتنبه سالم ويسارع بالهرب، ويتوجه لبيت الحاجة زينب (روحية خالد)، طريحة الفراش وأم صديقه المرحوم فتحي، ويطلب منها أن تحتفظ له بمبلغ 2500 جنيه، ويذهب للبحث عن صديق يختبئ عنده. يقوم المنتج والمخرج أحمد بهاء الدين (عدلي كاسب) والماكيير عبد السميع (إبراهيم سعفان) بالبحث عن سالم ويرافقهم ضابط المباحث عز (نبيل الشاذلى). تبحث آمال عن سالم لمساعدته واقناعه برد المال. يجتمع سالم وآمال بالإسكندرية عند صديقه عاطف (سيد زيان) وصديقته لولا (نوال أبو الفتوح). يقدم عاطف المخدرات لسالم وبعض الأصدقاء ولكن تحدث المفاجأة ويموت عاطف من جرعة المخدر الزائدة. يلوذ أصدقاء عاطف بالفرار، ويستولوا على حقيبة سالم المحشوة بالنقود ويفروا بسيارة مسروقة، ويتم القبض عليهم. يقرر سالم إعادة ماتبقى من نقود لأصحابها، ويتوجه لبيت الحاجة زينب، ليجد الشرطة قد القت القبض عليها، ويعود للمستشفى ليكتشف موت آمال ويقع في قبضة الشرطة.

## روابط خارجية
- مقالات تستعمل روابط فنية بلا صلة مع ويكي بيانات